# Presidente di Vanuatu
Il presidente di Vanuatu è il capo di Stato di Vanuatu. È una carica elettiva, eletta ogni cinque anni da un collegio elettorale formato dal Parlamento e dai presidenti delle sei province.

## Funzioni
Il presidente ha un ruolo perlopiù cerimoniale, ma nomina il giudice capo della Corte Suprema ed altri tre giudici.
Nei periodi di vacanza della carica, è il Presidente del Parlamento a svolgere ad interim le funzioni di Presidente.

## Presidenti di Vanuatu
| N°  | Immagine | Nome                            | Durata mandato                                                          | Partito                      |
| --- | -------- | ------------------------------- | ----------------------------------------------------------------------- | ---------------------------- |
| 1   |          | Ati George Sokomanu             | 30 luglio 1980 – 17 febbraio 1984                                       | Vanua'aku Pati               |
| –   |          | Fred Timakata Ad interim        | 17 febbraio 1984 – 8 marzo 1984                                         | Vanua'aku Pati               |
| (1) |          | Ati George Sokomanu             | 8 marzo 1984 – 12 gennaio 1989                                          | Vanua'aku Pati               |
| –   |          | Onneyn Tahi Ad interim          | 12 gennaio 1989 – 30 gennaio 1989                                       | Vanua'aku Pati               |
| 2   |          | Fred Timakata                   | 30 gennaio 1989 – 30 gennaio 1994                                       | Vanua'aku Pati               |
| –   |          | Alfred Maseng Ad interim        | 30 gennaio 1994 – 2 marzo 1994                                          | Union of Moderate Parties    |
| 3   |          | Jean Marie Leye Lenelgau        | 2 marzo 1994 – 2 marzo 1999                                             | Union of Moderate Parties    |
| –   |          | Edward Natapei Ad interim       | 2 marzo 1999 – 24 marzo 1999                                            | Vanua'aku Pati               |
| 4   |          | John Bani                       | 25 marzo 1999 – 24 marzo 2004                                           | Union of Moderate Parties    |
| –   |          | Roger Abiut Ad interim          | 24 marzo 2004 – 12 aprile 2004                                          | Vanuatu Labour Party         |
| 5   |          | Alfred Maseng                   | 12 aprile 2004 – 11 maggio 2004 Elezioni invalidate dalla suprema corte | Union of Moderate Parties    |
| –   |          | Roger Abiut Ad interim          | 11 maggio 2004 – 28 luglio 2004                                         | Vanuatu Labour Party         |
| –   |          | Josias Moli Ad interim          | 28 luglio 2004 – 16 agosto 2004                                         | Union of Moderate Parties    |
| 6   |          | Kalkot Mataskelekele            | 16 agosto 2004 – 16 agosto 2009                                         | National United Party        |
| –   |          | Maxime Carlot Korman Ad interim | 16 agosto 2009 – 2 settembre 2009                                       | Vanuatu Republican Party     |
| 7   |          | Iolu Abil                       | 2 settembre 2009 – 2 settembre 2014                                     | Vanua'aku Pati               |
| –   |          | Philip Boedoro Ad interim       | 2 settembre 2014 – 22 settembre 2014                                    | Vanua'aku Pati               |
| 8   |          | Baldwin Lonsdale                | 22 settembre 2014 – 17 giugno 2017                                      | Indipendente                 |
| –   |          | Esmon Saimon Ad interim         | 17 giugno 2017 – 6 luglio 2017                                          | Melanesian Progressive Party |
| 9   |          | Tallis Obed Moses               | 6 luglio 2017 – 6 luglio 2022                                           | Indipendente                 |
| –   |          | Seule Simeon Ad interim         | 6 luglio 2022 – 23 luglio 2022                                          | Indipendente                 |
| 10  |          | Nikenike Vurobaravu             | 23 luglio 2022 – in carica                                              | Vanua'aku Pati               |